# Idaea ziczacata
Idaea ziczacata là một loài bướm đêm trong họ Geometridae.